# Xavier Hernández
Xavier Hernández Creus,  becenevén Xavi (Terrassa, Katalónia, 1980. január 25.) spanyol válogatott labdarúgó, az FC Barcelona egykori vezetőedzője.

## Játékosként

### Barcelona

#### A kezdetek
Xavier Hernández Creus Terrassa településen született Spanyolországban, Katalóniában 1980 januárjában és 11 éves korától kezdve az FC Barcelona akadémiáján, a La Masián pallérozódott, ahol elsajátította a labdarúgás alapjait.
Gyorsan tört magának utat az utánpótláscsapatból az FC Barcelona B együtteséhez, ahol ő volt a csapat kulcsjátékosa, amely feljutott a másodosztályba. Első hivatalos mérkőzésén a nagy csapatban 1998 nyarán egy spanyol szuperkupa mérkőzésen játszotta a Mallorca ellen. Rögtön góllal debütált a felnőttek között, de a klub így is vereséget szenvedett.
A La Ligában 1998. október 3-án debütált a Valencia ellen, amikor 3–1-re győztek. Teljesítményével Louis van Gaal vezetőedző kulcsembere lett a középpályán. Az év végén bajnoki címet ünnepelhetett, emellett az "1999-es Év játékosának választották". Ezt követően még több lehetőséget kapott, mivel Pep Guardiola megsérült az 1999–2000-es szezonban.

#### 2001–2008
Az új évezredben a Barcelona jelentős pénzügyi problémákkal küzdött és csőd közeli állapothoz került. 2002. március 16-án megszerezte első gólját az El Clásicóban a nagy rivális Real Madrid ellen. Xavi-t a 2004–2005-ös idényre kapitányhelyettesnek nevezték ki, amely tisztségével megnyerte a a spanyol bajnokságot és a 2004-es spanyol szuperkupát is. 2005 végén "A La Liga legjobb spanyol játékosának" választották.
A 2005–2006-os kiírásban egy edzés közben szalagszakadás történt a bal térdében, így négy hónapig nem játszhatott. Áprilisban tért vissza és a cserepadon ült végig az Arsenal elleni 2006-os Bajnokok Ligája-döntőjében, amelyet csapata 2–1 arányban nyert meg. Ebben az évben is újra hazai sikereket ünnepelhetett.

#### 2008–2012

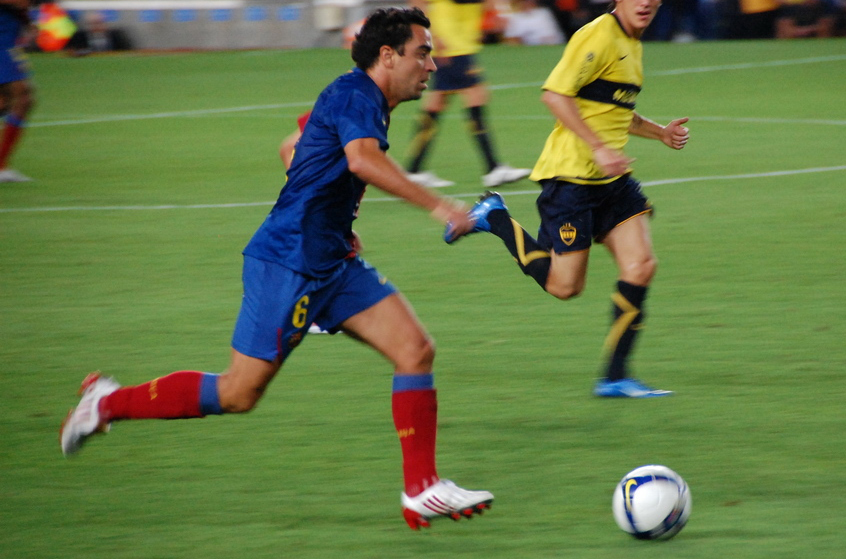
Xavi 2008-ban.

A 2008-as Európa-bajnokságot követően felmerült, hogy esetleg a német Bayern München csapatához igazolhat, de a Barcelona újonnan kinevezett edzője és egyben korábbi csapattársa, Pep Guardiola meggyőzte, hogy maradjon a katalánoknál. A 2009-es Athletic Bilbao elleni kupadöntőjében szabadrúgással megszerezte a negyedik gólt a 4–1-re megnyert mérkőzésen. Az El Clássicón a Real Madrid elleni 6–2-es győzelemben május 2-án négy gólban is kulcsszerepet vállalt. Egyszer Carles Puyolnak és Thierry Henrynak, kétszer pedig Lionel Messinek adott gólpasszt.
A 2009-es Bajnokok Ligája-fináléban ő is fontos tényezője volt, hogy 2–0-ra sikert arattak a Manchester United ellen. Később "Az UEFA Bajnokok Ligája legjobb középpályásának" választották meg. Xavié volt a legtöbb gólpassz a hazai ligában és a Bajnokok Ligájában is egyaránt. Mindent figyelembe véve, összesen 29 gólpasszt jegyzett. A 2008–2009-es évadban egészen 2014-ig hosszabbítottak szerződést a felek.
A 2009–2010-es szezonban ismét a gólpasszok táblázatának élén zárt. Többek között mindkét gólpasszt ő adta a Real Madrid elleni 2–0-s győzelemben idegenben, a Santiago Bernabéuban. A Barcelona rekordot jelentő 99 ponttal nyerte meg a Liga-bajnoki címet, Xavi pedig a Barcelona második legjobb játékosa lett a szezon végén kihirdetett szavazáson.
2010. június 3-án a Marca című spanyol sportújság az Alfredo di Stéfano-trófeán a harmadik helyen rangsorolta Messi és Cristiano Ronaldo mögött. 2010. június 9-én új, négyéves kontraktust írt alá a klubbal, amely bizonyos feltételek teljesülése esetén, 2016. június 30-ig automatikusan meghosszabbítható volt. November 29-én megszerezte harmadik gólt a rivális Real ellen 5–0-ra megnyert hazai összecsapáson. A Bajnokok Ligájában David Villa gólpasszával az Arsenal elleni hazai bajnokin betalált, amellyel a Barcelona bejutott a negyeddöntőbe. Egyike volt a 2010-es FIFA Aranylabdán a három döntősnek, de végül a harmadik helyen végzett a szavazáson csapattársai, Messi és Andrés Iniesta mögött.
2011. január 2-án, a Levante elleni bajnokin 549. alkalommal lépett pályára a klub színeiben az összes sorozatot tekintve, amivel beállította Migueli rekordját ebben a statisztikában. Május 28-án a 2011-es Bajnokok Ligája döntőjében is szerepelt a londoni Wembley Stadionban, ahol 3–1-re győzték le a Manchester United gárdáját.
December 18-án a 2011-es FIFA-klubvilágbajnokság döntőjében a japán Jokohamában 4–0-ra diadalmaskodtak a brazil Santos ellen. A találkozó során Xavi gólt szerzett és gólpasszt is adott.
Összességében Xavi pályafutása legjobb idényét produkálva 2011–2012-ben összesen 14 alkalommal volt eredményes minden sorozatban.

#### 2012–2015

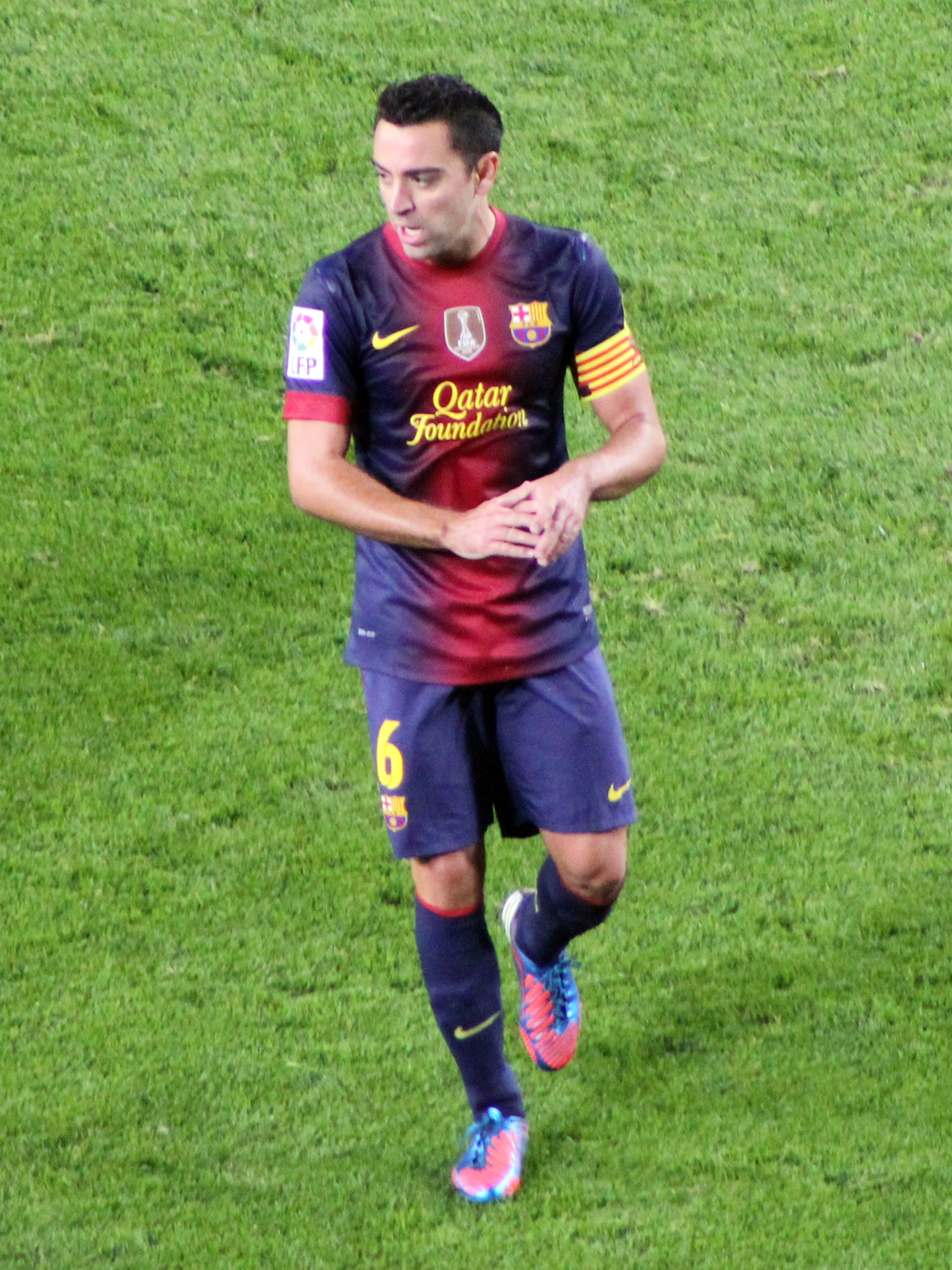
Xavi 2012-ben.

2012. december 18-án a Barcelona megújította Xavi szerződését, aktiválva és meghosszabbítva 2016. június 30-ig. Gólt lőtt a Real Madrid elleni 3–2-re megnyert meccsen, emellett szerepelt a FIFA World XI-ben csapattársaival, Iniestával, Messivel és Dani Alvesszel együtt. A Barcelona 2013 elejére már bebiztosította La Liga-bajnoki címét, és végül megdöntötte a Real Madrid előző szezonbeli 100 pontos rekordját.
2014. január 16-án Xavi már a 700. alkalommal lépett pályára az első csapat keretében a Getafe ellen a Király-kupában. Öt év után először zárták nagyobb trófea nélkül az évet, ugyanis Király-kupa döntőjében vereséget szenvedtek a Realtól, míg a bajnokságban ezüstérmet értek el az Atlético Madrid mögött.
2014 júniusában bejelentették, hogy Xavi elhagyja a klubot. Július 22-én azonban az újonnan kinevezett menedzserrel és korábbi csapattársával, Luis Enriquevel folytatott tárgyalások után úgy döntött, hogy még egy szezont marad az egyesületnél. Az évben a csapatkapitányi karszalagot is megkapta. 2015. április 25-én 500. alkalommal volt ott egy La Liga-meccsen, ezzel ő lett a történelem nyolcadik játékosa, aki elérte ezt a mérföldkövet.
Június 4-én egy nagyobb ünnepség keretében búcsút rendeztek Xavi számára. 2015. június 6-án a 78. percben lépett pályára Andrés Iniesta cseréjeként a 2015-ös Bajnokok Ligája-döntőjében 767., egyben utolsó mérkőzésén a "gránátvörös-kék" szerelésben. A mérkőzésen legyőzve az olasz Juventust, a berlini Olimpiai Stadionban Xavi csapatkapitányként emelhette magasba a BL-trófeát. Ezzel Alves, Iniesta, Messi, Pedro és Gerard Piqué után az egyetlen játékos lett, aki triplázni tudott, vagyis a La Liga és a Király-kupa után, a Bajnokok Ligáját is megnyert egy szezonon belül.
767 mérkőzése abszolút klubrekordnak számított egészen 2021 márciusáig, amikor ezt Messi megdöntötte.

### asz-Szadd

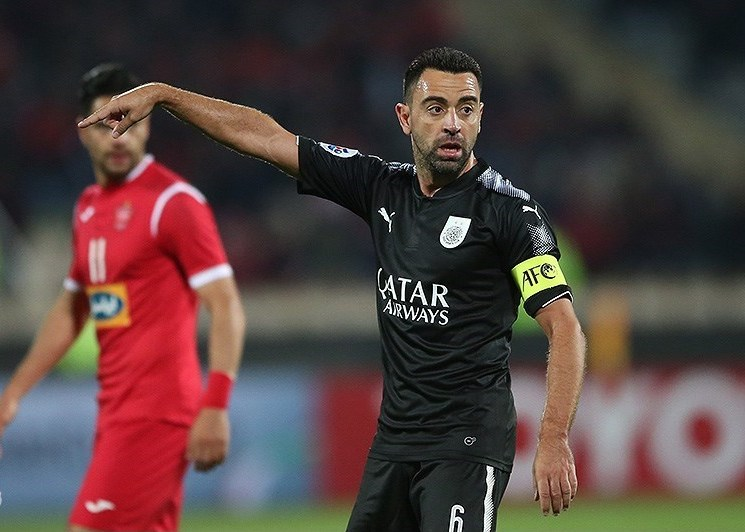
Xavi 2018 áprilisában a Persepolis ellen.

2015. május 21-én Xavi bejelentette, hogy a 2014–2015-ös szezon végén hároméves szerződéssel csatlakozik a katari asz-Szaddhoz. 2015. szeptember 13-án debütált a Mesaimeer elleni 4–0-ra megnyert mérkőzésen és assziszttal járult hozzá a sikerhez. A rá következő találkozón megszerezte első gólját az alakulat színeiben Umm Szalal elleni 2–2-es döntetlenben. A 3. helyen zártak a bajnoki tabellán, amivel kvalifikálni tudtak az AFC Bajnokok Ligájába, amely az európai, UEFA által szervezett sorozat ázsiai megfelelője és amit az Ázsiai Labdarúgó-szövetség irányít, bonyolít le. Ott a selejtezők során vereséget szenvedtek az Egyesület Arab Emírségekbeli al-Dzsazíra csapatától, így nem jutottak be a csoportkörbe sem.
Első trófeáját akkor szerezte meg, amikor klubja 2–1-re legyőzte az el-Dzsaist a katari kupa döntőjében 2017. április 29-én. 2017. november 10-én Xavi bejelentette, hogy visszavonul az aktív labdarúgástól, amikor lejár a csapattal kötött szerződése és a későbbiekben edzőként szeretné folytatni. Ezeket a terveket azonban elhalasztotta, és 2018. május 24-én kétéves szerződéshosszabbítást írt alá. 2018 októberében bejutottak az AFC Bajnokok Ligája 2018-as elődöntőjébe Xavi vezérletével, de 2–1-re kikaptak a Persepolistól.
2019. május 2-án bejelentette, hogy a szezon végén végleg visszavonul a profi labdarúgástól. Május 20-án Xavi pályafutása utolsó mérkőzését játszotta, az iráni Teheránban 2–0-s vereséget szenvedett a Persepolistól, amely az asz-Szadd utolsó BL-csoportmeccse volt. Még a találkozó előtt közölte, hogy a továbbiakban is Katarban szeretne maradni és az országban edzői munkát végezni.

## Edzőként

### asz-Szadd

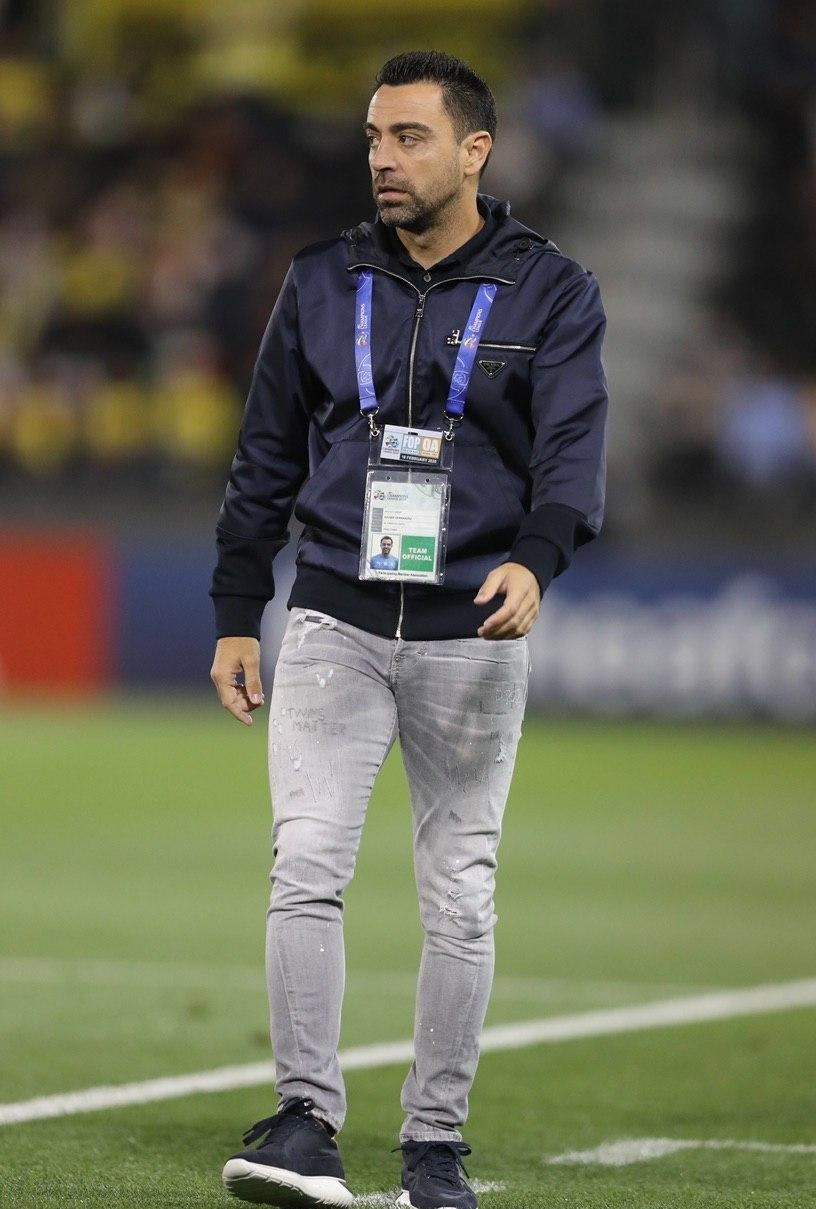
Xavi 2020. február 18-án az iráni Szepahan FC ellen edzőként.

2019. május 28-án bejelentésre került, hogy kétéves szerződéssel veszi át az asz-Szadd menedzserei posztját a portugál Jesualdo Ferreirától. Az AFC Bajnokok Ligája elődöntőjéig meneteltek, ahol az szaúd-arábiai el-Hilál 6–5-ös összesítéssel győzte le őket. A bajnokságban a 3. helyen rangsoroltak az ál-Duháil és az al-Rajján mögött. A 2020-as AFC Bajnokok Ligájában bejutottak a legjobb 16 közé, de 1–0-ra kikaptak a Persepolistól.
Az asz-Szadd vezetőedzőjeként, két és fél évig tartó megbízatása alatt 97 meccsen, összesen hét trófeáig vezette a klubot. 2021. november 3-án 3–3-as döntetlent értek el az ál-Duháil ellen. Két nappal később az asz-Szadd vezetősége bejelentette, hogy Xavi távozik a gárdától, miután az FC Barcelona kifizette a menedzseri szerződésében szereplő kivásárlási záradékát.

### Barcelona
2021. november 6-án bejelentették, hogy korábbi csapata, az FC Barcelona edzői feladatait veszi át a menesztett Ronald Koemantól egy 2024 júniusáig szóló szerződéssel. Érkezését követően több szigorú intézkedést foganatosított, melyeket a labdarúgóknak minden körülmények között be kellett tartania. Első mérkőzésén a pálya szélén a Barcelona 1–0-ra legyőzte az Espanyolt hazai pályán, a Camp Nouban. December 4-én elszenvedte első vereségét a Barcelona menedzsereként, miután 1–0-ra kikaptak a Real Betistől. Miután december 8-án az Allianz Arénában 3–0-ra kikapott a Bayern Münchentől, a Barcelona a csoportkörben a harmadik helyen végzett, amivel kiesett az Európa-liga rájátszásába.
2022. január 12-én, első El-Clásicójában a hosszabbítás végén 2–3-ra kikapott a Real Madridtól a Szaúd-Arábiában megrendezett spanyol szuperkupa elődöntőben. A téli átigazolási időszak környékén több játékost igazoltak a kezdeményezésére. Többek között visszatért a klubhoz Dani Alves, illetve érkezett még Ferrán Torres, Pierre-Emerick Aubameyang és Adama Traoré is. Március 20-án Xavi megnyerte első El-Clásicóját menedzserként, amikor 0–4-re legyőzték a Real Madridot idegenben.
A 2022–2023-as Bajnokok Ligájában a Barca a Bayern München és az Internazionale mögött a harmadik helyen végzett a csoportjában, és a második egymást követő szezonjában kiesett az Európa-ligába. 2023. január 15-én a Barcelona megszerezte első trófeáját Xavi vezetésével, ugyanis 3–1-re győztek a Real ellenfeleként a szuperkupában.

## Játékosstatisztika

### Klubcsapatokban
| Klub             | Szezon           | Klub Teljesítmény  | Klub Teljesítmény | Klub Teljesítmény | Kupa  | Kupa  | Nemzetközi | Nemzetközi | Egyéb | Egyéb | Összes | Összes |
| Klub             | Szezon           | Bajnokság          | Mérk.             | Gólok             | Mérk. | Gólok | Mérk.      | Gólok      | Mérk. | Gólok | Mérk.  | Gólok  |
| ---------------- | ---------------- | ------------------ | ----------------- | ----------------- | ----- | ----- | ---------- | ---------- | ----- | ----- | ------ | ------ |
| Barcelona B      | 1997–98          | Segunda División B | 39                | 2                 | —     | —     | —          | —          | —     | —     | 39     | 2      |
| Barcelona B      | 1998–99          | Segunda División   | 18                | 0                 | —     | —     | —          | —          | —     | —     | 18     | 0      |
| Barcelona B      | 1999–2000        | Segunda División B | 4                 | 1                 | —     | —     | —          | —          | —     | —     | 4      | 1      |
| Barcelona B      | Összesen         | Összesen           | 61                | 3                 | —     | —     | —          | —          | —     | —     | 61     | 3      |
| Barcelona        | 1998–99          | La Liga            | 17                | 1                 | 2     | 0     | 6          | 0          | 1     | 1     | 26     | 2      |
| Barcelona        | 1999–2000        | La Liga            | 24                | 0                 | 4     | 1     | 10         | 1          | 0     | 0     | 38     | 2      |
| Barcelona        | 2000–01          | La Liga            | 20                | 2                 | 7     | 0     | 9          | 0          | —     | —     | 36     | 2      |
| Barcelona        | 2001–02          | La Liga            | 35                | 4                 | 1     | 0     | 16         | 0          | —     | —     | 52     | 4      |
| Barcelona        | 2002–03          | La Liga            | 29                | 2                 | 1     | 0     | 14         | 1          | —     | —     | 44     | 3      |
| Barcelona        | 2003–04          | La Liga            | 36                | 4                 | 6     | 0     | 7          | 1          | —     | —     | 49     | 5      |
| Barcelona        | 2004–05          | La Liga            | 36                | 3                 | 1     | 0     | 8          | 0          | —     | —     | 45     | 3      |
| Barcelona        | 2005–06          | La Liga            | 16                | 0                 | 0     | 0     | 4          | 0          | 2     | 0     | 22     | 0      |
| Barcelona        | 2006–07          | La Liga            | 35                | 3                 | 7     | 2     | 8          | 0          | 4     | 1     | 54     | 6      |
| Barcelona        | 2007–08          | La Liga            | 35                | 7                 | 7     | 1     | 12         | 1          | —     | —     | 54     | 9      |
| Barcelona        | 2008–09          | La Liga            | 35                | 6                 | 5     | 1     | 14         | 3          | —     | —     | 54     | 10     |
| Barcelona        | 2009–10          | La Liga            | 34                | 3                 | 3     | 2     | 12         | 1          | 4     | 1     | 53     | 7      |
| Barcelona        | 2010–11          | La Liga            | 31                | 3                 | 6     | 0     | 12         | 2          | 1     | 0     | 50     | 5      |
| Barcelona        | 2011–12          | La Liga            | 31                | 10                | 7     | 2     | 10         | 1          | 3     | 1     | 51     | 14     |
| Barcelona        | 2012–13          | La Liga            | 30                | 5                 | 5     | 0     | 11         | 1          | 2     | 1     | 48     | 7      |
| Barcelona        | 2013–14          | La Liga            | 30                | 3                 | 5     | 0     | 10         | 1          | 2     | 0     | 47     | 4      |
| Barcelona        | 2014–15          | La Liga            | 31                | 2                 | 3     | 0     | 10         | 0          | —     | —     | 44     | 2      |
| Barcelona        | Összesen         | Összesen           | 505               | 58                | 70    | 9     | 173        | 13         | 19    | 5     | 767    | 85     |
| Karrier Összesen | Karrier Összesen | Karrier Összesen   | 566               | 61                | 70    | 9     | 173        | 13         | 19    | 5     | 828    | 88     |
| Al Sadd          | 2015–16          | Qatar Stars League | 24                | 3                 | 3     | 0     | 1          | 0          | 2     | 0     | 30     | 3      |
| Al Sadd          | 2016–17          | Qatar Stars League | 26                | 10                | 3     | 0     | 1          | 0          | 2     | 0     | 32     | 10     |
| Al Sadd          | 2017–18          | Qatar Stars League | 18                | 6                 | 0     | 0     | 7          | 1          | 3     | 0     | 28     | 7      |
| Al Sadd          | 2018–19          | Qatar Stars League | 14                | 2                 | 3     | 8     | 3          | 0          | 2     | 0     | 27     | 5      |
| Al Sadd          | Összesen         | Összesen           | 82                | 21                | 9     | 0     | 17         | 4          | 9     | 0     | 117    | 25     |
| Teljes karrier   | Teljes karrier   | Teljes karrier     | 642               | 82                | 79    | 9     | 187        | 17         | 37    | 5     | 945    | 113    |

### A válogatottban
| Nemzeti csapat | Szezon   | Mérk. | Gól |
| -------------- | -------- | ----- | --- |
| Spanyolország  | 2000–01  | 1     | 0   |
| Spanyolország  | 2001–02  | 5     | 0   |
| Spanyolország  | 2002–03  | 8     | 0   |
| Spanyolország  | 2003–04  | 5     | 0   |
| Spanyolország  | 2004–05  | 8     | 1   |
| Spanyolország  | 2005–06  | 13    | 0   |
| Spanyolország  | 2006–07  | 7     | 3   |
| Spanyolország  | 2007–08  | 16    | 4   |
| Spanyolország  | 2008–09  | 14    | 1   |
| Spanyolország  | 2009–10  | 17    | 0   |
| Spanyolország  | 2010–11  | 7     | 1   |
| Spanyolország  | 2011–12  | 14    | 1   |
| Spanyolország  | 2012–13  | 11    | 1   |
| Spanyolország  | 2013–14  | 7     | 1   |
| Összesen       | Összesen | 133   | 13  |

### Góljai a válogatottban
| #   | Dátum                | Helyszín                                        | Ellenfél         | Gól | Végeredmény | Verseny                            |
| --- | -------------------- | ----------------------------------------------- | ---------------- | --- | ----------- | ---------------------------------- |
| 1.  | 2005. március 26.    | Helmántico Stadium, Salamanca, Spanyolország    | Kína             | 2–0 | 3–0         | Barátságos mérkőzés                |
| 2.  | 2006. szeptember 6.  | Windsor Park, Belfast, Észak-Írország           | Észak-Írország   | 1–0 | 2–3         | 2008-as Európa-bajnokság-selejtező |
| 3.  | 2006. október 11.    | La Condomina Stadium, Murcia, Spanyolország     | Argentína        | 1–0 | 2–1         | Barátságos mérkőzés                |
| 4.  | 2007. június 2.      | Skonto stadion, Riga, Lettország                | Lettország       | 2–0 | 2–0         | 2008-as Európa-bajnokság-selejtező |
| 5.  | 2007. szeptember 12. | Carlos Tartiere Stadium, Oviedo, Spanyolország  | Lettország       | 1–0 | 2–0         | 2008-as Európa-bajnokság-selejtező |
| 6.  | 2007. november 21.   | Gran Canaria Stadium, Las Palmas, Spanyolország | Észak-Írország   | 1–0 | 1–0         | 2008-as Európa-bajnokság-selejtező |
| 7.  | 2008. június 4.      | El Sardinero Stadium, Santander, Spanyolország  | Egyesült Államok | 1–0 | 1–0         | Barátságos mérkőzés                |
| 8.  | 2008. június 26.     | Ernst-Happel-Stadion, Bécs, Ausztria            | Oroszország      | 1–0 | 3–0         | 2008-as Európa-bajnokság           |
| 9.  | 2008. augusztus 20.  | Parken Stadion, Koppenhága, Dánia               | Dánia            | 2–0 | 3–0         | Barátságos mérkőzés                |
| 10. | 2011. március 29.    | Darius and Girėnas Stadium, Kaunas, Litvánia    | Litvánia         | 1–0 | 3–1         | 2012-es Európa-bajnokság-selejtező |
| 11. | 2011. szeptember 6.  | Las Gaunas Stadium, Logroño, Spanyolország      | Liechtenstein    | 3–0 | 6–0         | 2012-es Európa-bajnokság-selejtező |
| 12. | 2012. szeptember 7.  | Pasarón Stadium, Pontevedra, Spanyolország      | Szaúd-Arábia     | 3–0 | 5–0         | Barátságos mérkőzés                |
| 13. | 2013. október 11.    | Iberostar Stadium, Palma, Spanyolország         | Fehéroroszország | 1–0 | 2–1         | 2014-es világbajnokság-selejtező   |

## Edzői statisztika
2022. április 24-én lett frissítve.
| Csapat    | Nemzet   | –tól              | –ig               | Eredményességi mutató | Eredményességi mutató | Eredményességi mutató | Eredményességi mutató | Eredményességi mutató | Eredményességi mutató |
| M         | Gy       | D                 | V                 | GY%                   | Jegy.                 |                       |                       |                       |                       |
| --------- | -------- | ----------------- | ----------------- | --------------------- | --------------------- | --------------------- | --------------------- | --------------------- | --------------------- |
| Al Sadd   | katar    | 2019. május 28.   | 2021. november 6. | 102                   | 67                    | 17                    | 18                    | 65.69                 | [ 92 ]                |
| Barcelona | spanyol  | 2021. november 6. | 2024              | 33                    | 18                    | 8                     | 7                     | 54.55                 | [ 93 ]                |
| összesen  | összesen | összesen          | összesen          | 135                   | 85                    | 25                    | 25                    | 62.96                 | —                     |

## Díjak és elismerések

### FC Barcelona
- La Liga: 1998-99, 2004–05, 2005-06, 2008–09, 2009–2010, 2010–2011, 2012-2013, 2014-2015
- UEFA-bajnokok ligája-győztes: 2005-06, 2008–09, 2010-11, 2014-15
- Spanyol labdarúgó-szuperkupa-győztes: 2005-06, 2006–07, 2008-09, 2009–2010, 2010–2011,2012-2013
- Spanyol labdarúgókupa-győztes: 2008-09, 2011-2012, 2014-15
- UEFA-szuperkupa-győztes: 2009, 2011
- FIFA-klubvilágbajnokság-győztes: 2008-09, 2011

### Spanyolország
- U20-as labdarúgó-világbajnokság győztes: 1999
- 2000. évi nyári olimpiai játékok ezüstérem : 2000
- Labdarúgó-Európa-bajnokság győztes 2008, 2012
- Labdarúgó-világbajnokság győztes: 2010

### Egyéni
A 2008-as labdarúgó-Európa-bajnokság legjobb játékosa